# Leo Huberman
Leo Huberman (Newark, Nova Jersey, 17 d'octubre de 1903 - 9 de novembre de 1968) fou un economista socialista estatunidenc. El 1949 va fundar i coeditar Monthly Review amb Paul Sweezy. Va ser president del Departament de Ciències Socials del New College, Columbia University, editor de PM; i l'autor dels llibres d'història popular Man's Worldly Goods and We, The People.

## Biografia
Va ser el més jove dels onze fills de Joseph i Fannie Kramerman-Huberman. Va néixer i créixer a Newark, Nova Jersey. Sis dels seus germans van morir a la infància. A partir dels onze anys va estudiar a l'escola estatal de Newark, a més d'ajudar la família treballant en una fàbrica de cel·luloide, com a ajudant d'electricista i a l'oficina de correus. Després de graduar-se a l'escola secundària el 1926, va passar dos anys a l'escola normal estatal de Newark, on va rebre el diploma de professor i va començar a ensenyar a les escoles primàries als divuit anys. Va treballar com a professor en una escola experimental privada fins al 1932.
El 1925 es va casar amb una companya de classe de secundària, també professora, Gertrude Heller. Per a la seva lluna de mel, van fer una excursió a través del país fins a Califòrnia i van tornar a Nova Jersey.
El seu primer llibre We the People es va publicar a Londres i va obtenir un lloc a la London School of Economics. Posteriorment va assistir a la Universitat de Nova York i es va graduar en ciències el 1937. Va ocupar un lloc a la Universitat de Colúmbia, a la Facultat de Ciències Socials. A partir de 1940 esdevingué editor i columnista de la revista U.S.Week. El 1949, amb Paul Sweezy, va fundar la revista d'esquerra Monthly Review i es va convertir en el seu editor principal.
Va continuar escrivint i publicant sobre economia i socialisme fins a la seva mort el 1968.

## Obres
- We, the People the Drama of America, Left Book Club and Monthly Review Press,U.S (1932), ISBN 0853451346
- Capital and Proletariat, Origin and Development New York, (1936)
- Man's Worldly Goods: The Story of The Wealth of Nations (1936), ISBN 1406798207 Download
- The Labor Spy Racket (Civil liberties in American history), New York, Modern Age Books, inc, (c1937) Download
- The Great Bus Strike -: Transport workers' strike, New York, 1941 Modern age books, New York, (1941) Download
- There is a man interned in a prison as a "dangerous enemy alien being" California CIO Council (1944)
- The truth about unions Free World and Pamphlet Press, (1946)
- The truth about socialism, New York : Lear Publishers, (1950)
- Man's Worldly Goods, Monthly Review Press,U.S. (1952) and Read Books (2006)
- Cuba: anatomy of a revolution, Monthly Review Press, (1960)
- Revolution and counterrevolution in the Dominican Republic: Why the U.S. invaded with Paul M. Sweezy, New England Free Press, 1965
- The cultural revolution in China: A socialist analysis , New England Free Press, (1967)
- Notes on left propaganda: How to spread the word , New England Free Press, Boston, (1967) View on line
- Introduction to Socialism, with Paul M. Sweezy, Monthly Review Press,U.S. (1968)
- Cuba: A revolution revisited Monthly Review, 12(8), (1968)
- Vietnam: The Endless War Publicat a Monthly Review (1970)
- Socialism in Cuba with Paul M. Sweezy, Monthly Review Press,U.S.; New edition (1970)
- The ABC of Socialism (1953)